# EBird
eBird là một cơ sở dữ liệu trực tuyến về các quan sát chim, cung cấp cho các nhà khoa học, nhà nghiên cứu và nhà tự nhiên học nghiệp dư dữ liệu thời gian thực về sự phân bố và phong phú của chim. Ban đầu dự án chỉ giới hạn cho những loài được nhìn thấy ở Tây Bán cầu, nhưng sau đó nó đã mở rộng sang New Zealand vào năm 2008, và tiếp tục mở rộng ra toàn thế giới vào tháng 6 năm 2010. eBird được mô tả là một ví dụ đầy tham vọng về việc thu hút những người nghiệp dư thu thập dữ liệu về đa dạng sinh học để sử dụng trong khoa học.
eBird là một ví dụ về crowdsourcing, và đã được ca ngợi là một ví dụ về dân chủ hóa tri thức, coi công dân là nhà khoa học, cho phép công chúng truy cập và sử dụng dữ liệu của chính họ cũng như dữ liệu tập thể do người khác tạo ra.

## Lịch sử và mục đích
eBird được Phòng thí nghiệm Điểu học Cornell tại Đại học Cornell và Hiệp hội Audubon Quốc gia ra mắt vào năm 2002. Dự án thu thập dữ liệu cơ bản về sự phong phú và phân bố của chim ở nhiều quy mô không gian và thời gian khác nhau. Nó được lấy ý tưởng chủ yếu  từ Cơ sở dữ liệu ÉPOQ,do Jacques Larivée tạo ra vào năm 1975. Tính đến ngày 12 tháng 5 năm 2021, đã có hơn một tỷ cuộc quan sát chim được ghi lại thông qua cơ sở dữ liệu toàn cầu này. Trong những năm gần đây, đã có hơn 100 triệu lượt quan sát chim được ghi nhận mỗi năm.
Mục tiêu của eBird là tối đa hóa tiện ích và khả năng tiếp cận của số lượng lớn các quan sát chim được thực hiện mỗi năm bởi những người ngắm chim giải trí và chuyên nghiệp. Các quan sát của mỗi người tham gia kết hợp với quan sát của những người khác trong một mạng lưới quốc tế. Do sự thay đổi trong các quan sát mà các tình nguyện viên thực hiện, AI sẽ lọc các quan sát thông qua dữ liệu lịch sử đã thu thập để cải thiện độ chính xác. Dữ liệu sau đó có thể truy cập thông qua các truy vấn Internet ở nhiều định dạng khác nhau.

### Sử dụng thông tin cơ sở dữ liệu
Cơ sở dữ liệu eBird đã được các nhà khoa học sử dụng để xác định mối liên hệ giữa sự di trú của chim và mưa gió mùa ở Ấn Độ, từ đó xác nhận kiến thức truyền thống. Nó cũng được sử dụng để thông báo những thay đổi về phân bố của chim do biến đổi khí hậu và giúp xác định các tuyến đường di trú. Một nghiên cứu được tiến hành cho thấy rằng danh sách eBird chính xác trong việc xác định xu hướng và phân bố dân số nếu có 10.000 danh sách kiểm tra cho một khu vực nhất định.

## Đặc tính
eBird ghi lại sự hiện diện hay vắng mặt của các loài, cũng như sự phong phú của từng loài chim thông qua dữ liệu danh sách kiểm tra. Giao diện web cho phép người tham gia gửi các quan sát của họ hoặc xem kết quả thông qua các truy vấn tương tác của cơ sở dữ liệu. Các công cụ Internet duy trì hồ sơ chim cá nhân và cho phép người dùng trực quan hóa dữ liệu bằng bản đồ, đồ thị và biểu đồ quạt. Kể từ năm 2022, trang web eBird có đầy đủ 14 ngôn ngữ (với các tùy chọn phương ngữ khác nhau cho ba ngôn ngữ trong số đó) và eBird hỗ trợ tên thông thường của các loài chim bằng 55 ngôn ngữ với 39 phiên bản khu vực, với tổng số 95 bộ tên thông thường theo khu vực.
eBird là một dịch vụ miễn phí. Dữ liệu được lưu trữ trong một cơ sở an toàn và được lưu trữ hàng ngày, và bất kỳ ai cũng có thể truy cập thông qua trang web eBird và các ứng dụng khác do cộng đồng thông tin đa dạng sinh học toàn cầu phát triển For example,  Ví dụ: dữ liệu eBird là một phần của Avian Knowledge Network (Mạng lưới Tri thức Gia cầm, AKN), dùng để tích hợp dữ liệu quan sát về quần thể chim trên khắp Tây Bán cầu, và là nguồn dữ liệu cho tài liệu tham khảo kỹ thuật số về chim của Bắc Mỹ. Đổi lại, AKN cung cấp dữ liệu eBird cho các hệ thống dữ liệu đa dạng sinh học quốc tế, chẳng hạn như Cơ sở Thông tin Đa dạng Sinh học Toàn cầu.

### Quầy tương tác điện tử
Ngoài việc chấp nhận các hồ sơ được gửi từ máy tính cá nhân và thiết bị di động của người dùng, eBird đã đặt các quầy tương tác điện tử ở những vị trí đắc địa để quan sát chim, bao gồm một cái ở trung tâm giáo dục tại Khu bảo tồn động vật hoang dã quốc gia JN "Ding" Darling trên đảo Sanibel ở Florida.

### Tích hợp trên ô tô
eBird là một phần của Starlink trên Subaru Ascent 2019. Nó cho phép tích hợp eBird vào màn hình cảm ứng của ô tô.

## Mức độ thông tin

### Danh sách kiểm tra
eBird thu thập thông tin trên toàn thế giới, nhưng phần lớn danh sách kiểm tra đến từ Bắc Mỹ. Số lượng danh sách kiểm tra được liệt kê trong bảng dưới đây chỉ bao gồm các danh sách kiểm tra đầy đủ, trong đó người quan sát báo cáo tất cả các loài mà họ có thể xác định trong suốt thời gian của danh sách kiểm tra.
| Vị trí                            | Số lượng Danh sách kiểm tra | Tỉ lệ trên tổng số |
| --------------------------------- | --------------------------- | ------------------ |
| Thế giới                          | 70.938.090                  | 100,00%            |
| Tây Bán cầu                       |                             |                    |
| Tây Bán cầu                       | 60.100.565                  | 84,72%             |
| Trung Mỹ                          | 1.419.740                   | 2,00%              |
| Bắc Mỹ                            | 57.439.418                  | 80,97%             |
| Nam Mỹ                            | 2.375.588                   | 3,35%              |
| Tây Ấn                            | 394.196                     | 0,56%              |
| Đông Bán cầu                      |                             |                    |
| Đông Bán cầu                      | 10.819.438                  | 15,25%             |
| Châu Phi                          | 491.089                     | 0,69%              |
| Châu Á                            | 3.776.530                   | 5,32%              |
| Úc và các lãnh thổ                | 1.833.318                   | 2,58%              |
| Châu Âu                           | 4.192.928                   | 5,91%              |
| Nam Cực                           |                             |                    |
| Châu Nam Cực                      | 13.759                      | 0,02%              |
| Tính đến ngày 21 tháng 9 năm 2022 |                             |                    |

### Cổng thông tin khu vực
eBird liên quan đến một số cổng khu vực dành cho các khu vực khác nhau trên thế giới, do các đối tác địa phương quản lý. Dưới đây là danh sách các công theo khu vực:
| - Alaska eBird - Arkansas eBird - eBird Northwest - Mass Audubon eBird - Maine eBird - eBird Missouri - NJ Audubon eBird - New Hampshire eBird - Minnesota eBird - Montana eBird - Pennsylvania eBird - Texas eBird - Virginia eBird - Vermont eBird - Wisconsin eBird | - eBird Canada - eBird Québec - eBird Caribbean - eBird Puerto Rico - eBird Mexico (aVerAves) - eBird Central America - eBird Argentina - eBird Brasil - eBird Chile - eBird Colombia - eBird Paraguay - eBird Peru | - eBird España - PortugalAves - eKuşbank (eBird Turkey) - eBird Rwanda - eBird Zambia - eBird India - eBird Israel - eBird Japan - eBird Malaysia - eBird Singapore - eBird Taiwan - eBird Australia - New Zealand eBird |